# Octavio Orta
 Octavio Reynaldo Orta González (Caracas, Venezuela, 6 de enero de 1968) es un político venezolano, diputado suplente a la Asamblea Nacional de Venezuela por el estado Carabobo. En 2021, fue candidato a la gobernación del estado Guárico apoyado por la coalición opositora Alianza Democrática en las elecciones regionales de ese año, donde fue vencido por el gobernador y candidato del Partido Socialista Unido de Venezuela (PSUV), José Vásquez, que apostaba a la reelección.

## Biografía
Nació en Caracas el sábado 6 de enero de 1968. Su padres son de origen guariqueño; su padre es nativo de Las Mercedes del Llano y su madre de San José de Guaribe, mientras que su familia materna es originaria de Altagracia de Orituco.
A los 8 días de nacido, se mudaron a Palenque, un pueblo ubicado en el municipio Francisco de Miranda, situado a unos 68 km de la ciudad de Calabozo, capital de este municipio. Octavio también vivió parte de su vida en la población de Parapara, una población en el Municipio Roscio, situada a unos 24.2 km al este de San Juan de los Morros, capital del estado Guárico.

## Carrera política

### Diputado
En 2020 se postuló a la elecciones parlamentarias de ese año, donde fue electo como diputado suplente por el estado Carabobo.
En el municipio Naguanagua obtuvo 6.149 votos (13,57%), mientras que en el municipio San Diego obtuvo 2.777 votos (14,51%).

### Candidato a gobernador de Guárico
En 2021, la Alianza Democrática, una coalición de partidos opositores al gobierno, postuló a Orta como candidato a la gobernación del estado Guárico de cara a las elecciones regionales de ese año.
Posteriormente, el gobierno de Nicolás Maduro habilitó la tarjeta de la Mesa de la Unidad Democrática (MUD) la cual había sido inhabilitada por el Tribunal Supremo de Justicia (TSJ) en 2018 para que no pudiera participar en las elecciones presidenciales de ese año. Tras levantar la inhabilitación en junio de 2021, la MUD postuló en el estado Guárico a Yovanny Salazar, lo que provocó una división entre ambos factores.
Los resultados arrojaron como ganador al gobernador y candidato a la reelección por el Partido Socialista Unido de Venezuela (PSUV) José Vásquez con 118.469 votos que representó el 46,95%; mientras que Orta obtuvo 95.457 votos (37,83%) y Salazar 30.712 votos (12,17%).

### Suspensión de la Asamblea Nacional
En octubre de 2023 fue suspendido de sus funciones de la Asamblea Nacional luego de publicar en su cuenta en la red social X (anteriormente Twitter) un mensaje en donde se hacía pasar como delegado de asuntos exteriores del parlamento apoyando a Israel en el conflicto con el grupo terrorista palestino Hamás.
De esta manera, Orta fue suspendido de sus funciones parlamentarias por 12 meses tras ser sometido a votación por el presidente del parlamento, Jorge Rodríguez. Su suspensión culminaría en octubre de 2024.